# Magazin Encyclopedique, ou Journal des Sciences, des Lettres et des Arts
Magazin Encyclopedique, ou Journal des Sciences, des Lettres et des Arts (abreviado Mag. Encycl.) fue una revista con ilustraciones y descripciones botánicas que fue editada en Francia desde el año 1795 hasta 1816.